# 温たいむ
『温たいむ』（おん・たいむ 、ラテン文字表記：ON-TIME）は、2008年1月7日から2012年3月16日まで岡山放送 (OHK) で放送されていた、岡山県・香川県向けのローカルワイド番組。2010年10月1日までのタイトルは「温★時間」であった（読みは同じ）。

## 略歴・概要

### 番組開始の経緯
元々この時間帯には、フジテレビ制作の午後のワイドショー（1997年から1999年3月までは『ビッグトゥデイ』、1999年4月から2000年3月までは『2時のホント』）が放送されていた。その後、3か月間の再放送枠化を経て2000年7月から関西テレビ作・FNS西日本ブロックネットの情報番組枠、『2時ドキッ!』→『2時ワクッ!』（ここまでは同時ネット）→『F-CUBE』（火曜・金曜のみのネットで、火曜は金曜別時間帯放送の時差ネット、金曜は同時間帯での同時ネットの変則ネット。月曜 - 木曜の同時間帯はドラマの再放送）が14:05 - 15:30（『F-CUBE』放送時には15:00まで）に放送されていた。
しかし、『F-CUBE』が2006年3月に終了して同時間帯枠が消滅したため、それまで月曜 - 土曜に放送され、2006年4月から土曜のみの放送に縮小した『あいらぶカフェ』の月曜 - 金曜分の代替番組として、14:05 - 14:30に『OH!得テレビ205』が始まった。しかし、同番組は視聴率的に苦戦し、わずか半年で終了した。2006年10月から2007年3月までの間、同時間帯はドラマの再放送枠となり、平日昼の自社製作情報番組は放送されていなかったが、2007年4月に新番組『OH!カフェスタイル』の放送が開始された。しかし、同番組は『OH!得テレビ205』の時間枠中、月曜・水曜のみという中途半端な編成だったこともあり、苦戦していた。
そこで再び月曜 - 金曜の帯番組として再度リニューアルしたのが本番組である。『あいらぶカフェ』から『OH!カフェスタイル』までとは違い、生活情報（新製品案内やイベント案内）主体からニュース・地域情報主体にした。また、メインキャスターも外部起用から『OH!得テレビ205』以前のOHKアナウンサーの起用に戻している。なお、『OH!カフェスタイル』で取り上げられていた生活情報については、同じく2008年1月から放送開始した生活情報番組『ミニカフェ』（月曜 - 金曜、2008年3月28日までは火曜・木曜・金曜のみ放送。後に『あいらぶカフェ』として放送）で取り上げられている。2008年6月2日からは放送時間が20分拡大されて55分番組となった。
2009年1月4日に放送された『FNS番組コレクション2009』（FNS系列27局ネット）において、「風景」「アナウンサー」の項目で本番組が紹介された。また、特徴のあった番組テーマ曲（2009年3月まで使用）も注目された。
祝日は原則休止となるほか、14 - 15時台にオリンピックなど国際的なスポーツ中継や『FNN報道特別番組』が組まれる場合も休止もしくは時間短縮となっていた。2009年9月以前は連続ドラマ再放送の初回・最終回拡大版を放送する場合も休止になっていた（『あいらぶカフェ』と配給番組で穴埋め）。同じく年末年始も連続ドラマの一挙再放送や年末・新春特別番組を放送するため休止となるが、年始の放送開始も2011年から春高バレーの中継放送の関係で決勝戦後の2012年は1月10日からの放送となった。

### 放送枠拡大
2009年10月5日放送から『あいらぶカフェ』を統合（『あいらぶon Time』というコーナーとして放送）し、放送時間が32分拡大されて80分番組となった。15時台はドラマ再放送（月・火・木・金は16時台と併せて2話連続形式。水曜のみテレショップ枠）だったが、同日以降の15時台後半枠はテレショップやアニメ、フジ系バラエティの再放送枠となった。2011年10月から2012年3月までの月曜日は『ほこ×たて』の23時台時代の放送分の再放送で固定されていた。
ローカルニュースもメインキャスターが担当するが、男性キャスターがスーツ・ネクタイではなくカジュアルな服装でニュースを読んでいることも特筆すべきことだろう（RNCとRSKは夏季に選挙開票等の一部特番を除いた全てのニュース番組においてノーネクタイのいわゆるクール・ビズファッションでニュースを読んでいる）。
直前番組の『はじめて記念日』の終了直後に、当日のMCの2人がスタジオからの生放送で、放送日当日の内容を1分間にわたって伝えていた。

### 番組終了とその後
フジテレビが10時台に放送の情報番組『知りたがり!』を2012年春の改編で14時台へ移動させる関係で、本番組は同年3月16日放送分をもって終了した。
同年4月2日には、9:55 - 11:15に後継番組となる自社制作情報番組『エブリのうち』が放送開始。この編成移動に伴い、『知りたがり!』の後継番組である『ノンストップ!』はOHKでは開始当初の時点では非ネットであったが、『エブリのうち』が『エブリのまち』に改題・枠移動することに伴い、2013年1月からネットが開始された。また、『あいらぶon Time』については『あいらブランチ』となり、2012年4月から12月まで11:15 - 11:25に放送されていた。

## 放送時間
- 月曜 - 金曜 14:05 - 14:53 （2008年1月7日 - 2009年9月25日）
- 月曜 - 金曜 14:05 - 15:25 （2009年10月5日 - 2012年3月16日）

## キャスター
いずれもOHKアナウンサー。2008年5月までは萩原のみ毎日出演で、女性アナウンサーは日替わり出演・担当曜日不定だった。2010年秋頃からは上岡と女性アナウンサー2人が担当していた。

### メインキャスター
男性アナウンサー
- 萩原渉（ - 2009年12月） - 降板翌月から『OHKスーパーニュース』を担当。
- 篠田吉央（2008年6月 - 2010年3月）
- 上岡元（2010年1月 - ） - 「OHKスポーツスピリッツ」・「ニュースチャージ」より異動。

女性アナウンサー
- 柴田奈津子（ - 2008年3月頃） - 同年6月付でOHKを退社。
- 神谷文乃（ - 2009年3月頃）
- 深津瑠美（2009年9月 - 2010年1月） - 同年1月付でOHKを退社。
- 魚住咲恵（ - 2010年3月30日） - 同年3月31日付でOHKを退社。
- 久保さち子（2008年1月 - 2011年2月） - 降板翌月に四国支社報道部へ異動。
- 高橋圭子
- 竹下美保（2011年4月 - ）
- 淵本恭子（2010年6月17日 - ）

### あいらぶ on Time担当
- 水津浩志（2009年10月 - 2009年12月）
- 山本洋子

「あいらぶ on Time」のコーナー以外のコーナーのリポーターとしても登場することがある。

## 内容
- 生ブログ - 番組放送中、キャスターが生でブログを更新。送られたコメントも一部紹介する。
  - 熟成Blog蔵 - 上記「生ブログ」で紹介し切れなかったコメントや写真などを、BGMとPVまたは天気カメラなどの映像に合わせて紹介。
- 日替わりコーナー（後述）
- 特集 - 主に『OHKスーパーニュース』の今日の特集や『OH!元気印』で放送されたものを放送。
- あいらぶ on Time - 2009年10月から『あいらぶカフェ』が本番組と統合し、コーナーの1つになった。このコーナーのみ事前収録。
- ニュース・天気予報
- 占い

### 日替わりコーナー
- 月曜：瀬戸内今昔物語
- 火曜：近代化遺産を歩く
- 水曜：ふるさと味めぐり旬めぐり
- 木曜：萩原制作所
- 金曜：ざ・山